# Choctaw County, Alabama
Choctaw County är ett county i den amerikanska delstaten Alabama. 2012 uppskattades countyt ha 13 633 invånare. Den administrativa huvudorten (county seat) är Butler.

## Geografi
2013 hade countyt en total area på 2 385,01 km². 2 365,95 km² av arean var land och 19,06 km² var vatten.

### Angränsande countyn
- Sumter County - nord
- Marengo County - nordöst
- Clarke County - sydöst
- Washington County - syd
- Wayne County, Mississippi - sydväst
- Clarke County, Mississippi - väst
- Lauderdale County, Mississippi - nordväst

### Samhällen
- Butler (huvudort)
- Cullomburg (delvis i Washington County)
- Gilbertown
- Lisman
- Needham
- Pennington
- Silas
- Toxey